# Zadnia Kozia Szczerbina
Zadnia Kozia Szczerbina (słow. Zadná kozia štrbina, Západná kozia štrbina, niem. Westliche Gemsenscharte, węg. Nyugati-Zerge-rés) – wybitna przełęcz w słowackiej części Tatr Wysokich, położona w górnym fragmencie Koziej Grani – południowo-wschodniej grani Jagnięcego Szczytu. Oddziela Skrajną Żółtą Kopkę na północnym zachodzie od Koziej Kopki na południowym wschodzie.
Stoki północno-wschodnie opadają z przełęczy do Doliny Białych Stawów, południowo-zachodnie – do Doliny Jagnięcej. Do Doliny Białych Stawów z siodła zbiega początkowo trawiaste zbocze, niżej długi żleb przecinający północno-wschodnie stoki Koziej Kopki. Na północny zachód zbiega w stronę Modrego Stawku skalisto-piarżysty żleb.

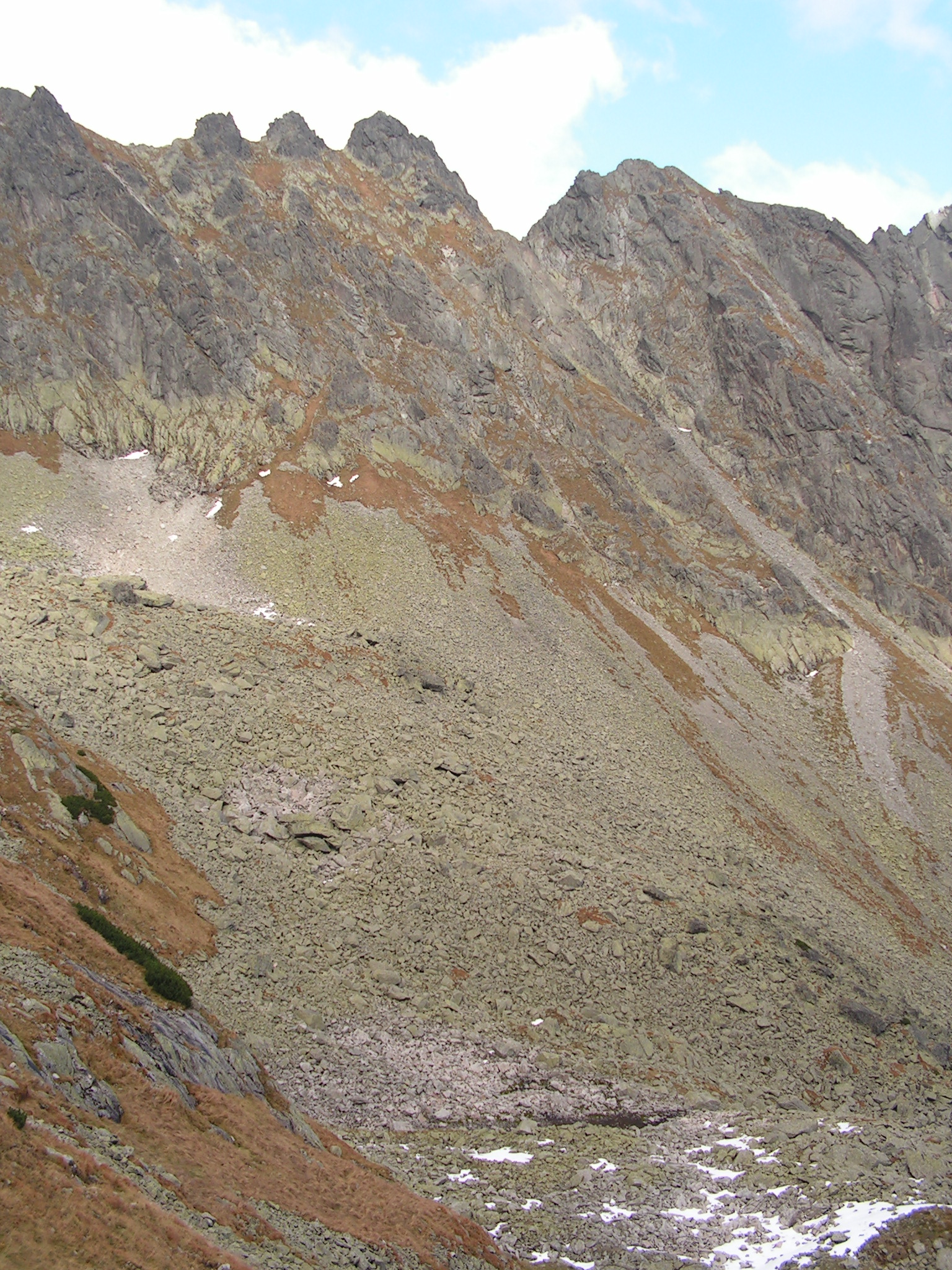
Zadnia Kozia Szczerbina (najgłębsza przełęcz na zdjęciu) od strony Doliny Jagnięcej

Na Zadnią Kozią Szczerbinę, podobnie jak na inne obiekty w Koziej Grani, nie prowadzą żadne znakowane szlaki turystyczne. Najdogodniejsza droga dla taterników wiedzie na siodło żlebami z obu sąsiednich dolin. Była ona używana już dawno przez myśliwych polujących na kozice jako jedno z najłatwiejszych połączeń Doliny Jagnięcej i Doliny Białych Stawów.
Pierwsze znane wejścia:
- letnie – Cornel Kunz, przed 1876 r.,
- zimowe – László Jurán, V. Jurán i Ernő Piovarcsy, 24 marca 1929 r., przy przejściu granią[2].

Zadnia Kozia Szczerbina bywa błędnie nazywana Zadnią Kozią Przełączką.